# Pedrógão Grande (freguesia)
Pedrógão Grande es una freguesia portuguesa del municipio de Pedrógão Grande, con 80,07 km² de superficie. Su densidad de población es de 34,8 hab/km².